# Champagnole
Champagnole /ʃɑ̃paˈɲɔl/ è un comune francese di 8 035 abitanti situato nel dipartimento del Giura nella regione della Borgogna-Franca Contea.
Soprannominata "la perla del Giura" è situata lungo la riva destra del fiume Ain ai piedi del monte Rivel (800 m).

## Società

### Evoluzione demografica
Abitanti censiti